# Tomosvaryella beameri
Tomosvaryella beameri är en tvåvingeart som beskrevs av Hardy 1940. Tomosvaryella beameri ingår i släktet Tomosvaryella och familjen ögonflugor.
Artens utbredningsområde är Kansas. Inga underarter finns listade i Catalogue of Life.